# Libelloides baeticus
Libelloides baeticus is een insect uit de familie van de vlinderhaften (Ascalaphidae), die tot de orde netvleugeligen (Neuroptera) behoort. 
Libelloides baeticus is voor het eerst wetenschappelijk beschreven door Rambur in 1838.